# ئی. تی. ویتیکر
سر ادموند تیلور ویتیکر (Sir Edmund Taylor Whittaker) ‏FRS FRSE ‏(۲۴ اکتبر ۱۸۷۳ – ۲۴ مارس ۱۹۵۶) یک ریاضی‌دان، فیزیک‌دان و تاریخ‌نگار علم اهل بریتانیا بود. ویتیکر یک پژوهشگر برجسته ریاضیات در اوایل قرن بیستم میلادی بود و به ریاضیات کاربردی کمک فراوانی کرد، همچنین وی به‌خاطر پژوهش خود در ریاضی-فیزیک و آنالیز عددی معروف شده بود، از جمله نظریه توابع خاص همراه با کارهای وی در حوزه نجوم، مکانیک سماوی، تاریخ فیزیک و پردازش سیگنال دیجیتال.
از میان بیشتر کتاب‌های اثرگذاری که ویتیکر منتشر نموده، چندین کتاب مرجع مشهور در ریاضیات، فیزیک و تاریخ علم نوشت، از جمله «درسی در آنالیز مدرن» (بیشتر معروف به «ویتیکر و واتسون» است)، «دینامیک تحلیلی ذرات و اجسام صلب» و «تاریخچه نظریات اتر و برق». ویتیکر همچنین به‌خاطر نقش خود در مناقشه اولویت نسبیت، به دلیل امتیازدادن به کارهای آنری پوانکاره و هندریک لورنتز در توسعه نسبیت خاص در جلد دوم کتاب تاریخ خود، اعتبار داده می‌شود. هرچند این مناقشه برای چندین دهه ادامه داشته، اما اتفاق نظر علمی با نظریه اینشتاین است. ویتیکر در اوایل حرفه خود به عنوان ستاره‌شناس سلطنتی ایرلند خدمت کرد و از ۱۹۰۶ تا ۱۹۱۲ میلادی در این سمت خود ماند و بعد از آن ریاست بخش ریاضیات در دانشگاه ادینبورگ را عهده‌دار شد، برای سه دهه و تا اواخر حرفه خود در آنجا ماند و مدال کاپلی و را به‌دست آورده و شوالیه شد. مدرسه ریاضیات دانشگاه ادینبورگ همه‌ساله به افتخار وی یک لکچر و گردهمایی آکادمیک ویتیکر را برگزار می‌کردد و انجمن ریاضیات ادینبورگ نیز با برگزار نمودن جایزه یادبود سر ادموند ویتیکر هر چهار سال، یاد این ریاضی‌دان برجسته اسکاتلندی جوان را گرامی می‌دارد.

## زندگی

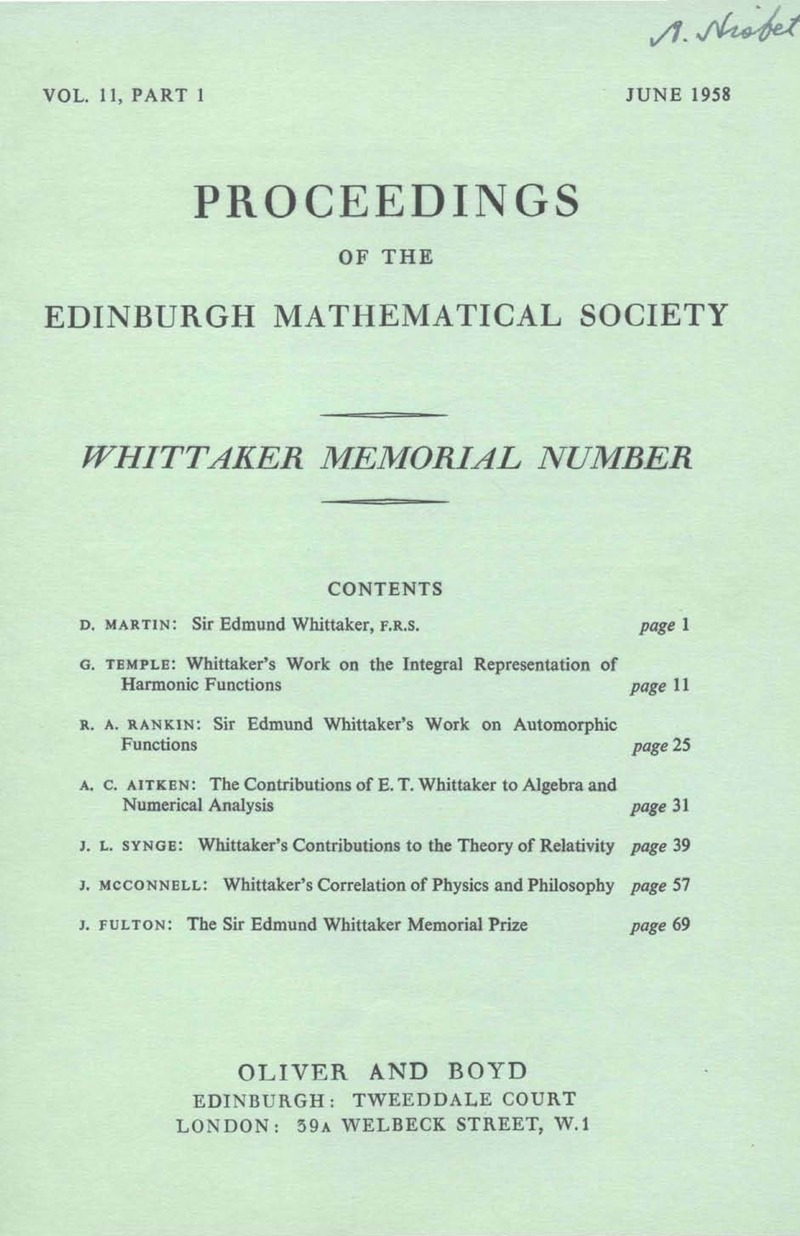
تصویر روی جلد جلوی «جلد یادبود ویتتیکر» که در «اقدامات جامعه ریاضیاتی ادینبورگ» در ژوئن ۱۹۵۸ میلادی منتشر شد. «اقدامات» یک ژورنال با دسترسی باز تأخیری است که محتوای آن یک سال پس از انتشار به صورت رایگان قابل مطالعه هستند.

### دوران کودکی و تحصیلات
ادموند تیلور ویتیکر در شهر ساوت‌پورت و شهرستان لانکشر متولد شد، وی پسر جان ویتیکر و خانم‌اش سلینا سپتیما تیلور است. ویتیکر به عنوان یک «کودک فوق‌العاده خوشمزه» توصیف شده‌است، کودکی که مادرش مجبور شد برای وی تا یازده سالگی معلم خانگی استخدام کند و پس از آن به مدرسه دستور زبان منچستر فرستاده شد. ارنست بارکر که در مدرسه دستور زبان منجستر با ویتیکر همکلاسی بود و کسی بود که با وی در دفتر پرفکت مشترکاً کار می‌کرد، بعدتر در مورد شخصیت او گفت: «وی روحیه شاد، سرزنده و مانند حباب داشت: او برای هر شوخی آماده بود: او در خاطره من به عنوان یک بازی‌گر طبیعی زنده است؛ من همچنین فکر می‌کنم که او می‌توانست بعضی وقت‌ها یک شعر شادی بخش بسراید». زمانی‌که ویتیکر در مدرسه بود، در «سمت کلاسیک» درس می‌خواند و سه بر پنج قسمت وقت خود را به زبان لاتین و یونانی اختصاص داده بود. ویتیکر در یادگیری شعر و درام که برای دوره بالاتر مدرسه نیاز بود به مشکلاتی مواجه بود، وی اظهار امتنان می‌کرد که این مطالعات را پشت سر گذاشته و به تخصص در ریاضیات پبردازد.
ویتیکر در دسامبر ۱۸۹۱ یک بورسیه ورودی به کالج ترینیتی (کمبریج) دریافت کرد. وی پس از اتمام آموزش خود در مدرسه دستور زبان منچستر به کالج ترینیتی رفت تا از ۱۸۹۲ الی ۱۸۹۵ میلادی در آن‌جا در رشته ریاضی و فیزیک به تحصیلات خود ادامه دهد. وی در ۱۸۹۲ به عنوان پژوهشگر خُرد به کالج ترینیتی رفت تا ریاضیات بخواند. ویتیکر در جریان تحصیلات خود در کالج ترینیتی شاگرد اندرو رسیل فورسایت و جورج داروین بود و در جریان دو سال اول آموزش‌های خصوصی دریافت کرد. ویتیکر با اشتیاقی که ریاضیات کاربردی نسبت به ریاضیات محض داشت، در ۱۸۹۴ میلادی زمانی‌که صرفاً شاگرد دانشگاه بود جایزه «نمایشگاه نجوم شیپشانک» را برنده شد. وی در امتحان نهایی دوره لیسانس، «ترایپوس» در کمبریج به عنوان «رنگلر دوم» در سال ۱۸۹۵ میلادی فارغ تحصیل شد. «رنگلر نخست» در آن سال «توماس جان آی‌انسون برومویچ» بود و ویتیکر همراه با جان هلتون گریس در رده دوم قرار داشتند، تمامی این سه نفر همراه با سه شرکت‌کننده دیگر، از جمله برترام هاپکنسون، به عنوان اعضای انجمن سلطنی انتخاب گردیدند. وی همچنین مدال تایسون در رشته ریاضیات و ستاره‌شناسی را در ۱۸۹۶ میلادی به‌دست‌آورد.

### حرفه
ویتیکر قبل از این‌که شغل ستاره‌شناسی ایرلند را قبول کند از سال ۱۸۹۶ تا ۱۹۰۶ میلادی عضو کالج ترینیتی (کمبریج) بود. وی تا سال ۱۹۱۲ به این شغل خود در دوبلین ادامه داد و پس از آن به عنوان رئیس بخش ریاضیات در دانشگاه ادینبورگ گماشته شد، حرفه‌ای که تقریباً برای بیشتر از ثلث یک قرن به آن ادامه داد. وی در طول حرفه خود مقالاتی در مورد توابع خودریخت (اتومورفیک) و توابع خاص در ریاضیات نظری و در مورد الکترومغناطیس، نسبیت عام، آنالیز عددی و ستاره‌شناسی در ریاضیات کاربردی و فیزیک نوشت، وی همچنین به موضوعاتی در بیوگرافی، تاریخ، فلسفه و الهیات علاقه داشت. همچنین چندین نوآوری مهمی در ادینبورگ انجام داد که تأثیر به‌سزایی در آموزش ریاضیات و جوامع آن‌جا داشت.

#### کالج ترینیتی، کمبریج
ویتیکر در ۱۸۹۶ میلادی به عنوان عضو کالج ترینیتی (کمبریج) انتخاب گردید و تا ۱۹۰۶ میلادی به عنوان استاد در کمبریج باقی‌ماند. ویتیکر در ۱۸۹۷ میلادی جایزه اسمیت را برای کار خود روی مقاله «ارتباط توابع جبری با توابع اتومورفیک» که در ۱۸۸۸ به نشر رسیده بود، به‌دست‌آورد. ویتیکر در ۱۹۰۲ میلادی یک راه حل کلی برای معادله لاپلاس پیدا کرد و این راه حل «به عنوان کشف تحسین‌برانگیز» پوشش رسانه‌ای گسترده‌ای پیدا کرد، هرچند ریاضی‌دان هوریس لامب گفت که این راه حل ویژگی‌های چندانی ارائه نمی‌کند. وی همچنین در اوایل حرفه خود کتاب‌های مشهوری نوشت و کتاب «درسی در آنالیز مدرن» را در سال ۱۹۰۲ به چاپ رساند و به تعقیب آن تنها دو سال بعد در ۱۹۰۴ میلادی کتاب «رسالهٔ بر دینامیک تحلیلی ذرات و اجسام صلب» را منتشر کرد. ویتیکر در سپتامبر همان سال مجبور شد تا شش چنگال نقره را در مزایدهٔ به فروش برساند تا مالیات خود را که قبلاً پرداخت آن را نپذیرفته بود بپردازد، این مالیات مربوط به قانون تحصیل ۱۹۰۲ بود که طبق آن شهروندان باید برای حمایت مالی از مدارس مسیحی محلی مانند کلیسای رومان کاتولیک و کلیسای انگلستان می‌پرداختند. قبل از این‌که توسط یک قاضی مجبور به پرداختن مالیات شود، ویتیکر یکی از چندین فعالی بود که با پرداخت نکردن مالیات به مقاومت مسالمت می‌پرداختند. ویتیکر در ۱۹۰۵ میلادی برای تقدیر از دست‌آوردهایش به عنوان عضو انجمن سلطنتی انتخاب گردید.

#### کالج ترینیتی، دوبلین
ویتیکر در ۱۹۰۶ میلادی به عنوان استاد ستاره‌شناسی آندروس در کالج ترینیتی دوبلین گماشته شد و عنوان ستاره‌شناس سلطنتی ایرلند به وی داده شد. وی در این پُست جانشین «چارلز جسپر ژولی گردیده» و با توصیه‌نامه ستاره‌شناس «رابرت استاویل بال» مقرر گردید. بال در توصیه‌نامه خود، که بعداً در کلکسیون نامه‌های وی در ۱۹۱۵ میلادی به چاپ رسید، می‌گوید که از میان کسانی که می‌شناخت، ویتیکر تنها فردی بود که «شایستگی جانشینی ژولی» را داشت و این‌که این پُست «از هر نگاه برای وی مناسب» بود.

## کتابشناسی
- Maidment, Alison; McCartney, Mark (2 September 2019). "'A man who has infinite capacity for making things go': Sir Edmund Taylor Whittaker (1873–1956)". British Journal for the History of Mathematics. 34 (3): 179–193. doi:10.1080/26375451.2019.1619410. ISSN 2637-5451. S2CID 186939363.
- Coutinho, S. C. (1 May 2014). "Whittaker's analytical dynamics: a biography". Archive for History of Exact Sciences. 68 (3): 355–407. doi:10.1007/s00407-013-0133-1. ISSN 1432-0657. S2CID 122266762.

### یادبودهای پس از وفات
- Aitken, A. C. (April 1956). "Sir Edmund Whittaker, F.R.S." Nature. 177 (4512): 730–731. Bibcode:1956Natur.177..730A. doi:10.1038/177730a0. ISSN 0028-0836. S2CID 39973666.
- Dingle, H. (August 1956). "Edmund T. Whittaker, Mathematician and Historian". Science. 124 (3214): 208–209. Bibcode:1956Sci...124..208D. doi:10.1126/science.124.3214.208. PMID 17838072. S2CID 786277.
- McCrea, W. H. (April 1957). "Edmund Taylor Whittaker". Journal of the London Mathematical Society. s1-32 (2): 234–256. doi:10.1112/jlms/s1-32.2.234. S2CID 121820396.
- Temple, G. F. J. (1 November 1956). "Edmund Taylor Whittaker, 1873-1956". Biographical Memoirs of Fellows of the Royal Society. 2: 299–325. doi:10.1098/rsbm.1956.0021. S2CID 121968984.
- Whitrow, G. J. (1956). "Obituary: Professor Sir Edmund Whittaker, F. R. S". The British Journal for the Philosophy of Science. VII (26): 180–181. doi:10.1093/bjps/VII.26.180. ISSN 0007-0882.

### مجلد یادبود ویتیکر، ژوئن ۱۹۵۸
- Martin, Daniel (June 1958). "Sir Edmund Whittaker, F.R.S." Proceedings of the Edinburgh Mathematical Society. 11 (1): 1–9. doi:10.1017/S0013091500014334. ISSN 0013-0915.
- Temple, G. (June 1958). "Whittaker's Work on the Integral Representation of Harmonic Functions*". Proceedings of the Edinburgh Mathematical Society. 11 (1): 11–24. doi:10.1017/S0013091500014346. ISSN 1464-3839.
- Rankin, R. A. (June 1958). "Sir Edmund Whittaker's Work on Automorphic Functions". Proceedings of the Edinburgh Mathematical Society. 11 (1): 25–30. doi:10.1017/S0013091500014358. ISSN 0013-0915.
- Aitken, A. C. (June 1958). "The Contributions of E. T. Whittaker to Algebra and Numerical Analysis". Proceedings of the Edinburgh Mathematical Society. 11: 31–38. doi:10.1017/S001309150001436X.
- Synge, J. L. (June 1958). "Whittaker's Contributions to the Theory of Relativity". Proceedings of the Edinburgh Mathematical Society. 11 (1): 39–55. doi:10.1017/S0013091500014371. ISSN 1464-3839.
- McConnell, James (June 1958). "Whittaker's Correlation of Physics and Philosophy". Proceedings of the Edinburgh Mathematical Society. 11 (1): 57–68. doi:10.1017/S0013091500014383. ISSN 0013-0915.
- Fulton, James (June 1958). "The Sir Edmund Whittaker Memorial Prize". Proceedings of the Edinburgh Mathematical Society. 11 (1): 69–70. doi:10.1017/S0013091500014395. ISSN 1464-3839.